# Park City (Utah)
Pour les articles homonymes, voir Park City.
Park City est une ville du comté de Summit, en Utah. Sa population en 2013 était de 7 962 habitants. La région autour de la ville compte plusieurs stations de sports d'hiver, telles que Deer Valley et Park City.

## Histoire

### Premiers développements de la région
Les premiers à explorer la région de Park City étaient un groupe de Mormons voulant rejoindre la communauté mormone de l'Utah 1846. Arrivant de l'Est des États-Unis, ils décidèrent de traverser par la région de Park City afin d'éviter le dur passage du Weber Canyon, dans la région actuelle d'Ogden. Le premier à développer la région fut Parley P. Pratt, un important membre de l'Église mormone, en 1848. Il construisit un chemin, le Golden Pass Road, joignant la vallée de Salt Lake à l'Est des États-Unis. Ce chemin passa à travers la région actuelle de Park City. En 1851, Pratt décide de vendre les droits de propriété du chemin qu'il a construit au territoire de l'Utah afin de poursuivre sa mission religieuse au Chili. La route passe de mains en mains sans qu'aucun des propriétaires décide de réaménager le chemin. Entre 1851 et 1860, le chemin passant par Park City est donc impraticable. C'est seulement à partir de 1860 qu'un groupe d'investisseurs, possédant de nombreux contrats de distribution de la poste, achètent le chemin et l'aménagent afin de permettre à leurs messagers de pouvoir distribuer des lettres et colis dans l'Ouest américain. En 1861, la route est rouverte.

### Âge minier
Vers la fin des années 1860, des mineurs trouvent d'importants gisements d'argent dans la région. À partir de ce moment, plusieurs mineurs s'installent dans la région et les mines d'argent, dont la mine Ontario, appartenant à George Hearst, et la mine Silver King, représentent rapidement les principaux employeurs de Park City. À cause de la richesse minière et avec la construction du tout  premier chemin de fer transcontinental, la population grossit grandement et rapidement. Entre 1870 et 1900, la population passe de 164 à 3 759 habitants. Cependant, dans les années 1930, la valeur de l'argent descend considérablement et la demande mondiale en minerais diminue drastiquement en raison de la fin de la Seconde Guerre mondiale. Ces deux facteurs influencent négativement la région de Park City dépendante de l'exploitation de minerais. Les dernières principales exploitations minières ont fermé dans les années 1970.

### Développement touristique
Malgré tout, la période après la Seconde Guerre mondiale a été également bénéfique pour Park City. Le baby boom, l'Interstaste highway, l'augmentation des salaires et le début de la société de consommation sont quatre facteurs qui ont contribué à augmenter le nombre de touristes dans la région. La première station de sports d'hiver de Park City, Treasure Moutain, ouvre en 1963. Le slogan créé par l'État pour promouvoir, tel que The Greatest Snow on Earth, porte ses fruits. En effet, la promotion faite par l'État permet au tourisme de devenir rapidement la principale activité économique de la région. La proximité de Park City, seulement à une cinquantaine de kilomètres de Salt Lake City, permet aux touristes d'accéder rapidement et facilement à la région.

## Démographie
En 2013, la population de la ville de Park City s'élevait à 7 962 habitants. La diversité raciale de la population est composée de 71,8 % de Blancs, de 24,1 % d'Hispaniques, de 2,0 % d'Asiatiques. Le restant de la population (2,1 %) est composé de Noirs, d'Indiens américains ou d'une autre origine. Le revenu médian par personne est de 82,864 $ et le revenu médian par maison est de 51 493 $. En juin 2014, le taux de chômage était de 3,5 %.

## Sports
La ville s'est beaucoup développée dans les années 1980-1990, grâce à l'attractivité des trois stations de ski qui l'entourent : Park City, Deer Valley et The Canyons. Elle doit beaucoup de son succès aussi à sa facilité d'accès.

### Jeux olympiques
Lors des Jeux olympiques d'hiver de 2002 (Salt Lake City), la majorité des épreuves de ski alpin, de ski acrobatique, de saut à ski, de snowboard, de bobsleigh, luge et skeleton furent organisées dans la localité.
Les épreuves de slalom géant masculin et féminin ainsi que les compétitions de snowboard sont organisés à la station de Park City. La station accueille aussi les épreuves de bobsleigh, de skeleton, de luge ainsi que des épreuves de saut à ski.
Les épreuves de slalom masculin et féminin ainsi que les compétitions de ski acrobatique se déroulent quant à eux à la station de Deer Valley.

## Événements
Park City accueille chaque année le festival du film de Sundance, le festival de cinéma indépendant le plus important des États-Unis.